# Knight's Armament Company SR-25
SR-25 (Stoner Rifle-25) hay Mk11 là loại súng trường thiện xạ, súng bắn tỉa bán tự động được thiết bởi Eugene Stoner và được sản xuất bởi Knight's Armament Company.
SR-25 sử dụng cơ chế khóa nòng xoay và trích khí trực tiếp, dựa trên khẩu AR-10, sự dụng loại đạn cỡ lớn 7.62mm NATO. Nòng của SR-25 ban đầu được sản xuất bởi công ty Remington Arms với 5 rãnh xoắn theo tỉ lệ 1: 11,25 giúp ổn định đường đạn.

## Lịch sử
Vào cuối những năm 1950, Eugene Stoner thiết kế súng trường AR-10 để trang bị cho quân đội Mỹ. Nhưng vì nhiều lý do nó không thể cạnh tranh với khẩu M14. Khi AR-15 được tạo ra, Stoner đã bán bản quyền chế tạo khẩu AR-10 cho công ty Colt's Manufacturing Company.
Đầu thập niên 1990, ông gia nhập công ty vũ khí Knight's Armament và tiếp tục phát triển khẩu AR-10 với hệ thống trích khí trực tiếp từ AR-15 dẫn đến kết quả là khẩu súng bắn tỉa SR-25 đã ra đời. Bản gốc của SR-25 được sản xuất vào đầu những năm 1990 và có nòng dài 24 inch (610 cm). Súng chia làm 2 phần trên và dưới được làm từ nhôm và gắn lại với nhau bằng các móc. SR-25 có thể hoán đổi 60% các bộ phận với AR-10 và AR-15 trừ khối khóa nòng trên và dưới, búa và thoi nạp đạn. Ban đầu, nó sử dụng các hộp tiếp đạn 20 viên kiểu AR-10, nhưng sau đó, chúng được thay thế bởi hộp tiếp đạn thép 20 viên như trên khẩu M16.
Lực lượng tác chiến đặc biệt Hoa Kỳ (SOCOM) đã quan tâm đến SR-25 vì có lượng đạn lớn, tốc độ bắn nhanh hơn so với những khẩu súng bắn tỉa khóa nòng xoay khác. Với vài sửa đổi, SOCOM đã thông qua biến thể SR-25 Mk 11 Mod 0 vào tháng 5 năm 2000. Các thay đổi gồm  nòng ngắn hơn (510 mm) với trọng lượng 6,9 kg, có thể bắn hai biến thể đạn là M118 và M118LR 7,62 x 51mm NATO với một nòng giảm thanh và ống ngắm có thể gắn hay tháo rời nhanh chóng. Hệ thống ray tương tác phụ kiện được làm mới với chiều dài 288 mm, có thể gắn nhiều phụ kiện. Hệ thống ngắm điểm ruồi được làm lại cũng như thay thế báng súng bằng loại có thể thay đổi chiều dài như M16A2.
Vào giữa năm 2011, SOCOM đã thay thế Mk11 Mod 0 bằng SSR Mk 20, một biến thể bắn tỉa của FN SCAR. Mk11 sẽ được thay thế hoàn toàn vào năm 2017.

## Thiết kế
SR-25 sử dụng hệ thống ray URX II Picatinny-Weaver mới hơn, không phải là RAS của Mk11 cũ. Mk11 Mod 0 dùng loại đạn 7.62mm NATO, hộp tiếp đạn 20 viên, vành đai QD (Quick Detachable, được gắn cố định trên kính ngắm), kính ngắm súng trường Leupold Mark 4 Mil-dot...
Trong chiến tranh Iraq, Thủy quân lục chiến Hoa Kỳ đã đặt hàng 180 khẩu SR-25 Mk11 Mod 1.
Đây là biến thể Mk 11 được trang bị khối khóa nòng trên của khẩu M110 với hệ thống ray tương tác URX cùng một loa che lửa ở đầu nòng.

## Hình ảnh

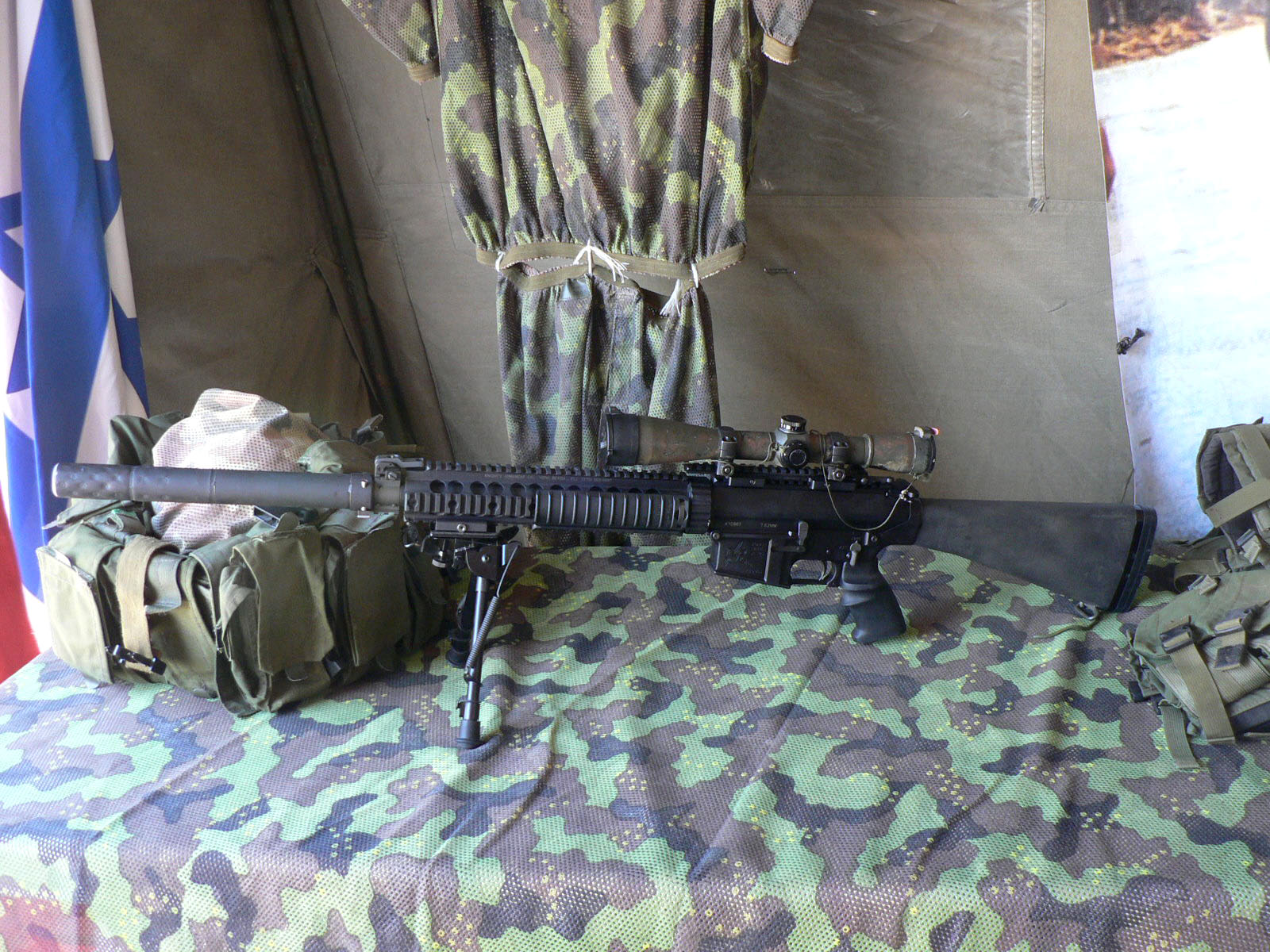
SR-25 của Lực lượng quốc phòng Israel với nòng giảm thanh.
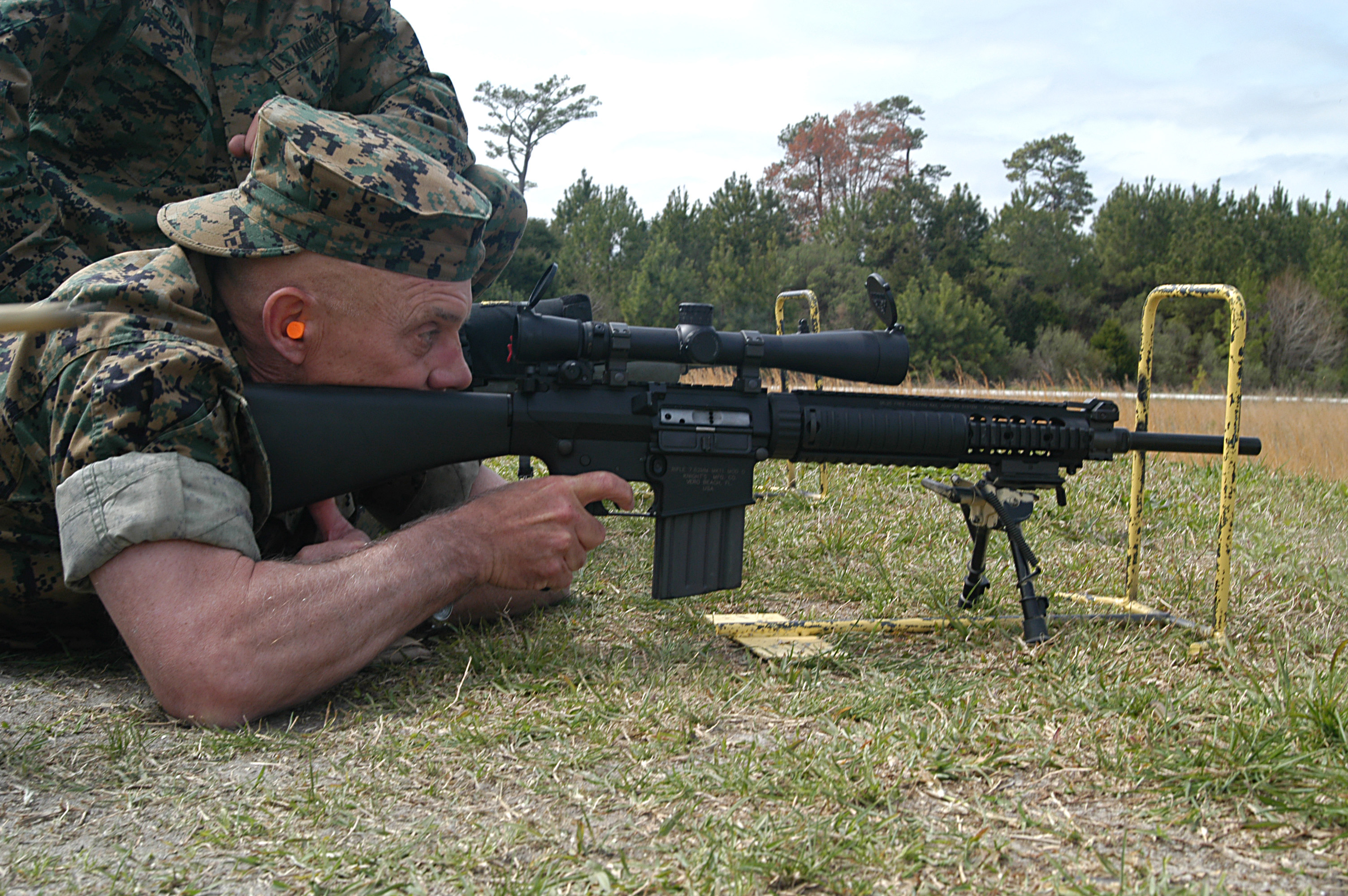
Một người lính Thủy quân lục chiến Hoa Kỳ đang bắn Mk11.
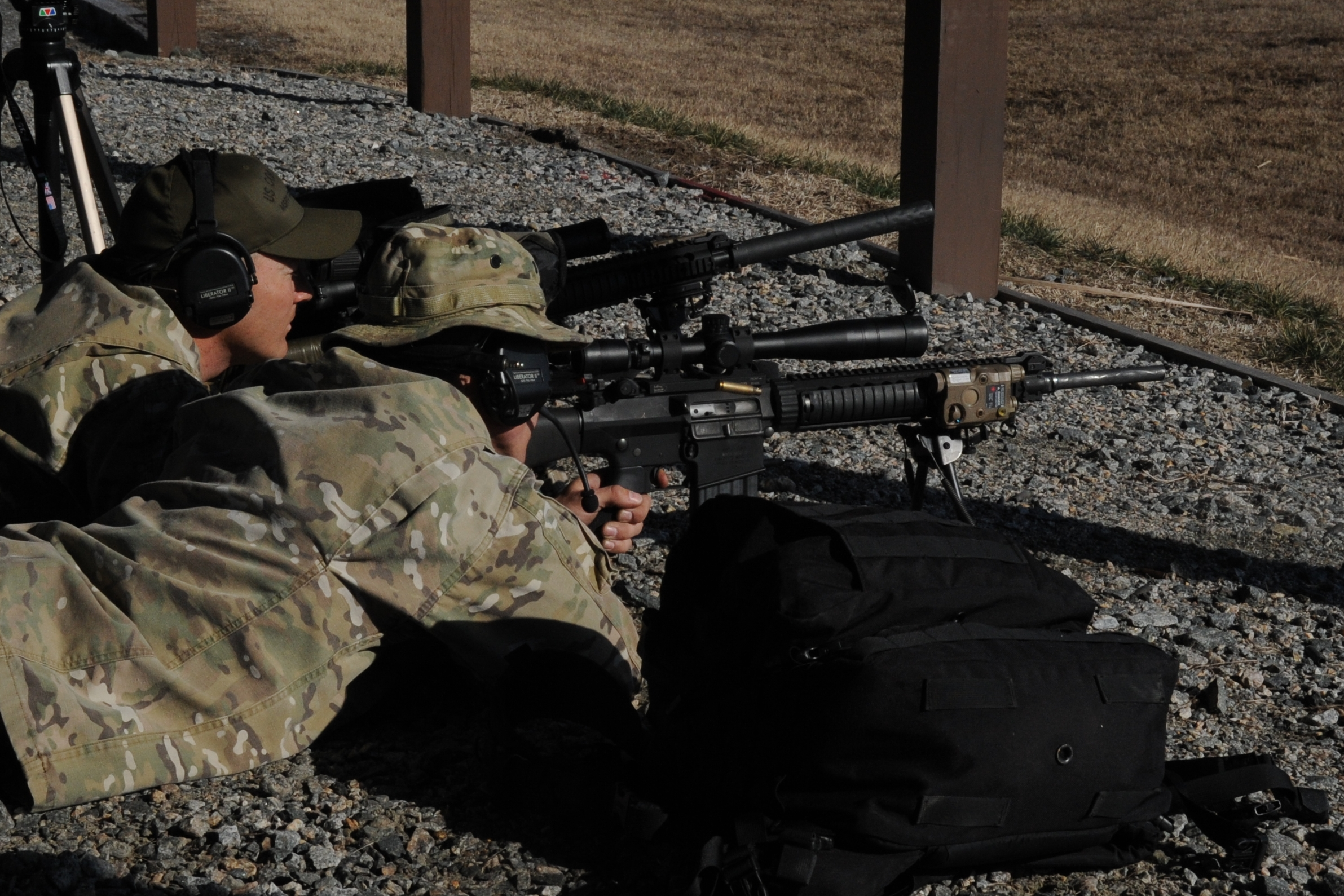
Lính bắn tỉa của tuần duyên Hoa Kỳ thuộc lực lượng Bảo vệ bờ biển Mỹ với Mk11.
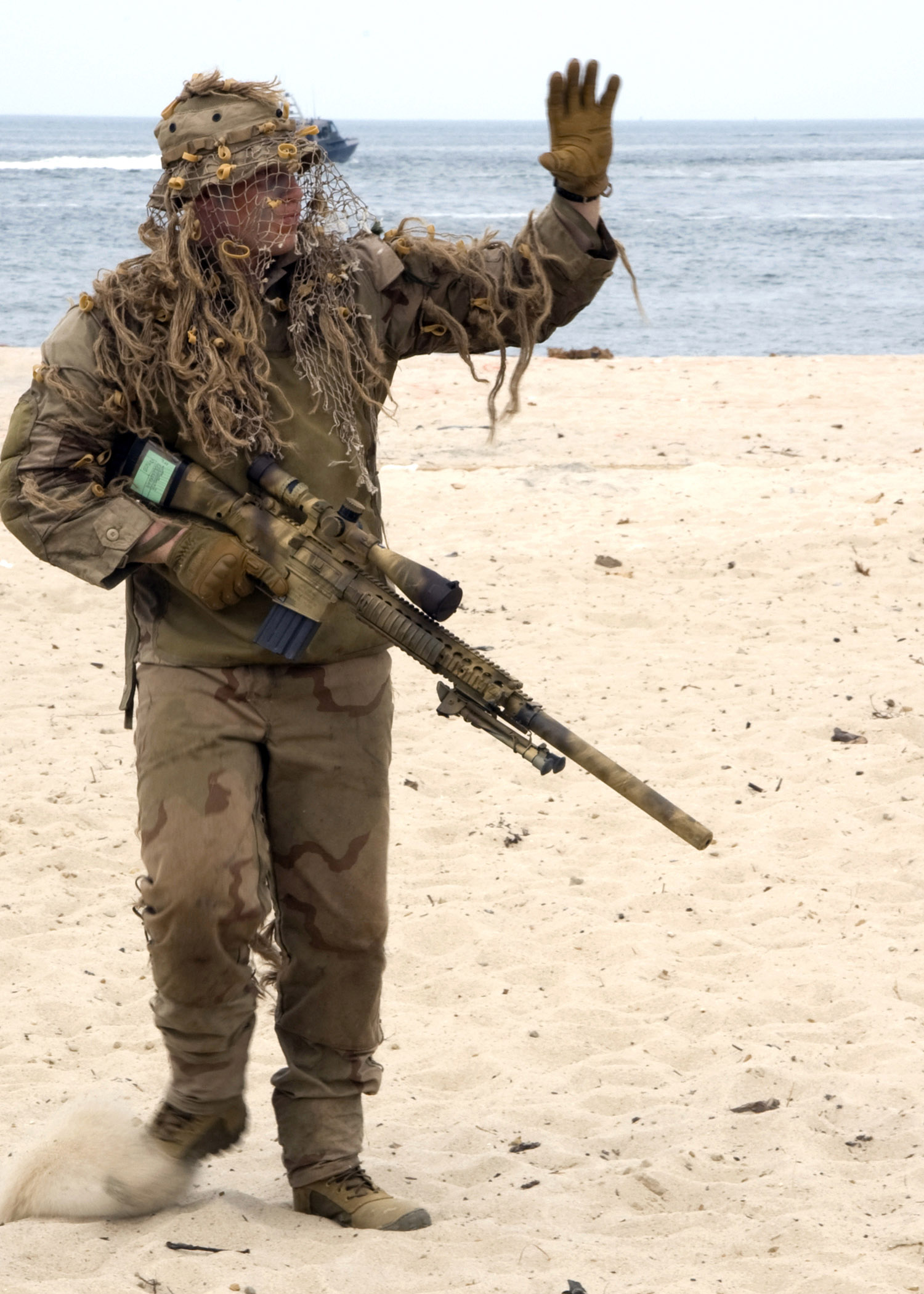
Lính bắn tỉa SEAL với MK 11.

## Các quốc gia sử dụng
- Australia: Quân đội Australia,[2] Không quân Hoàng gia Australia, Đội bảp vệ hàng không[3] và Nhóm cảnh sát chiến thuật.[4][5]
- Bangladesh: Dhaka Metropolitan Police SWAT và quân đội Bangladesh.[6]
- Israel: Lực lượng đặc biệt IDF và YAMAM (đặc nhiệm SWAT và đơn vị chống khủng bố).[7]
- Philippines: Lực lượng cảnh sát quốc gia Philippines, lực lượng đặc biệt,[8] Philippine Army Light Reaction Regiment[9]
- Ba Lan: GROM.[10]
- Thái Lan: Quân đội Hoàng gia Thái Lan.[11]
- Hoa Kỳ: Quân đội Hoa Kỳ[12]

- Afghanistan: Lính bắn tỉa thuộc quốc gia Afghanistan